# Istrowka (Kaliningrad)
Istrowka (russisch Истровка, deutsch Schaberau) ist ein Ort in der russischen Oblast Kaliningrad. Er gehört zur kommunalen Selbstverwaltungseinheit Stadtkreis Gwardeisk im Rajon Gwardeisk.
Zu Istrowka gehört auch das ehemalige Vorwerk Zargen des Rittergutes Sanditten (heute russisch: Lunino).

## Geographische Lage
Istrowka liegt vier Kilometer östlich der Rajonstadt Gwardeisk (Tapiau) und ist von der alten Trasse der Föderalstraße A229 (ehemalige deutsche Reichsstraße 1, jetzt Kommunalstraße 27K-047) über eine Stichstraße (Kommunalstraße 27K-222) zu erreichen. Die nächste Bahnstation ist Gwardeisk an der Bahnstrecke Kaliningrad–Tschernyschewskoje (Königsberg–Eydtkuhnen/Eydtkau), einem Teilstück der einstigen Preußischen Ostbahn.

## Geschichte

### Schaberau
Das Dorf Schaberau fand 1297 seine erste urkundliche Erwähnung. Im Jahre 1874 wurde der Ort in den neu gebildeten Amtsbezirk Sanditten (heute russisch: Lunino) eingegliedert, der zum Kreis Wehlau im Regierungsbezirk Königsberg der preußischen Provinz Ostpreußen gehörte. 1910 leben in Schaberau 128 Menschen.
Am 1. November 1928 verlor Schaberau seine Eigenständigkeit, als es sich mit Pelohnen (russisch: Wyborgskoje, nicht mehr existent) und Sanditten (Lunino) zur neuen Landgemeinde Sanditten zusammenschloss.

### Zargen
Zargen wurde um 1400 gegründet und war Vorwerk des Rittergutes Sanditten (heute russisch: Lunino), zu dessen Amtsbezirk im Kreis Wehlau es gehörte.

### Istrowka
In Kriegsfolge kamen Schaberau und Zargen 1945 mit dem nördlichen Ostpreußen zur Sowjetunion. 1947 erhielt der Ort Schaberau die russische Bezeichnung „Istrowka“ und wurde gleichzeitig dem Dorfsowjet Sorinski selski Sowet im Rajon Gwardeisk zugeordnet. Allem Anschein nach ohne einen speziellen Erlass wurde auch das ehemalige Zargen dem Ort Istrowka zugeschlagen. Von 2005 bis 2014 gehörte Istrowka zur Landgemeinde Sorinskoje selskoje posselenije und seither zum Stadtkreis Gwardeisk.

## Kirche
Sowohl Schaberau als auch Zargen waren bis 1945 aufgrund ihrer fast ausnahmslos evangelischen Bevölkerung in das Kirchspiel der Kirche Grünhayn (russisch: Krasnaja Gorka, heute nicht mehr existent) eingepfarrt. Es gehörte zum Kirchenkreis Wehlau in der Kirchenprovinz Ostpreußen der Kirche der Altpreußischen Union. Heute liegt Istrowka im Einzugsgebiet der evangelisch-lutherischen Gemeinde in der Stadt Gwardeisk (Tapiau), einer Filialgemeinde der Auferstehungskirche in Kaliningrad (Königsberg) in der Propstei Kaliningrad der Evangelisch-lutherischen Kirche Europäisches Russland.